# 32 Batalion Celny
32 Batalion Celny – jednostka organizacyjna formacji granicznych II Rzeczypospolitej.

## Formowanie i zmiany organizacyjne
Na podstawie rozkazu Ministra Spraw Wojskowych L.7300/Mob. z dnia 9 czerwca 1921 w miejsce batalionów etapowych utworzone zostały bataliony celne. 32 batalion celny powstał w Brześciu Litewskim, a zorganizowano go na bazie I/II i V/II batalionu etapowego. Etat batalionu wynosił 14 oficerów i 600 szeregowych. Podlegał Ministerstwu Spraw Wewnętrznych.
Mimo że batalion był w całym tego słowa znaczeniu oddziałem wojskowym, nie wchodził on w skład pokojowego etatu armii. Uniemożliwiało to uzupełnianie z normalnego poboru rekruta. Ministerstwo Spraw Wojskowych zarówno przy ich formowaniu, jak i uzupełnianiu przydzielało mu często żołnierzy podlegających zwolnieniu, oficerów rezerwy oraz szeregowców i oficerów zakwalifikowanych przez dowództwa okręgów generalnych jako nienadających się do dalszej służby wojskowej.
W listopadzie 1921 Ministerstwo Spraw Wewnętrznych postanowiło powołać brygady celne. 32 batalion celny znalazł się w strukturze 9 Brygady Celnej. 
Od chwili powstania do lipca 1922 sztab batalionu pozostawał w Nowym Świerżeniu, a już 1 sierpnia 1922 stacjonował w Rakowie. W Rakowie funkcjonował do rozwiązania, czyli do jesieni 1922.
Wykonując postanowienia uchwały Rady Ministrów z 23 maja 1922, Minister Spraw Wewnętrznych rozkazem z 9 listopada 1922 zmienił nazwę „Baony Celne” na „Straż Graniczna”. Wprowadził jednocześnie w formacji nową organizację wewnętrzną. 32 batalion celny przemianowany został na 32 batalion Straży Granicznej.

## Służba celna
Odcinek batalionowy podzielony był na cztery pododcinki, które obsadzały kompanie wystawiające posterunki i patrole. Posterunki wystawiano wzdłuż linii granicznej w taki sposób, by mogły się nawzajem widzieć w dzień. W tym zakresie batalion współpracował z posterunkami i patrolami Policji Państwowej. Współpraca polegała na tym, że te pierwsze wystawiały wzdłuż linii granicznej stale posterunki i patrole, natomiast policja tworzyła je w głębi strefy, poza linią graniczną. W zakresie ochrony granicy batalion podlegał staroście.
Sąsiednie bataliony
- 34 batalion celny ⇔ 30 batalion celny – IX 1921
- 34 batalion celny ⇔ 30 batalion celny – XII 1921[11]

## Kadra batalionu
Dowódcy batalionu
| stopień | imię i nazwisko           | okres pełnienia służby | kolejne stanowisko |
| ------- | ------------------------- | ---------------------- | ------------------ |
| kpt.    | Tadeusz Kosiński          | IX 1921                |                    |
| mjr     | Adolf Baranowski          | X 1921 – IV 1922       |                    |
| kpt.    | Gabryel Pilek-Pilekowicz  | V 1922                 |                    |
| ppłk    | Kazimierz Młyński         | VI – VII 1922          |                    |
| kpt.    | Stanisław Jaworski - p.o. | VIII 1922              |                    |
| kpt.    | Tadeusz Kosiński - p.o.   | IX 1922                |                    |
| rtm.    | Karol Wolhenberg          | od X 1922              |                    |

## Struktura organizacyjna
| OdeB 32 batalionu celnego w Nowym Świerżeniu na dzień 1 września 1921 | OdeB 32 batalionu celnego w Nowym Świerżeniu na dzień 1 września 1921 | OdeB 32 batalionu celnego w Nowym Świerżeniu na dzień 1 września 1921 | OdeB 32 batalionu celnego w Nowym Świerżeniu na dzień 1 września 1921 | OdeB 32 batalionu celnego w Nowym Świerżeniu na dzień 1 września 1921 |
| kompanie                                                              | 1. Odceda                                                             | 2. Nieśwież                                                           | 3. Rubieżewicze                                                       | k km. Zadworce                                                        |
| --------------------------------------------------------------------- | --------------------------------------------------------------------- | --------------------------------------------------------------------- | --------------------------------------------------------------------- | --------------------------------------------------------------------- |
| dowódcy                                                               | kpt. Stanisław Jaworski                                               | por. Korwin Kosakowski                                                | por. Tadeusz Grzeszczyński                                            | ppor. Bronisław Sachnowicz                                            |
| placówki                                                              | Zwierzyniec                                                           | Sołtanowszczyzna                                                      | Rożanka                                                               |                                                                       |
| placówki                                                              | Piastuny                                                              | Chutor Osmulskiego                                                    | Lichacze                                                              |                                                                       |
| placówki                                                              | Ługowate                                                              | Grzybowszczyzna                                                       | Trakt Stołpce-Rubieżewicze                                            |                                                                       |
| placówki                                                              | Łastok                                                                | Lesuny                                                                | Trakt Rubieżewicze-Wołma                                              |                                                                       |
| placówki                                                              | Motwica                                                               | Kobyla Głowa                                                          | Mikulicze                                                             |                                                                       |
| placówki                                                              | Smolarnia                                                             | Folwark Ostup                                                         | Suła                                                                  |                                                                       |
| placówki                                                              | Kołosowo                                                              | Futor Rotszteina                                                      | Boczmany                                                              |                                                                       |
| placówki                                                              | Borkowszczyzna                                                        | Folwark Kukuły                                                        | Miedźwiedziewczyzna                                                   |                                                                       |
| placówki                                                              | Liwje                                                                 | Folwark Djampol                                                       | Szerki                                                                |                                                                       |
| placówki                                                              |                                                                       | Bucznoje                                                              | Szyniaszki                                                            |                                                                       |
| placówki                                                              | Kul                                                                   | Jachimowo                                                             |                                                                       |                                                                       |
| placówki                                                              | Smolarnia                                                             |                                                                       |                                                                       |                                                                       |